# La guerra è finita (film 1966)
La guerra è finita è un film del 1966 diretto da Alain Resnais.

## Trama
Diego Mora, militante comunista nella Spagna franchista degli anni sessanta, opera come collegamento tra la resistenza interna e la direzione del partito, a Parigi. In uno di questi rischiosi viaggi, imposto dallo smembramento, ad opera della polizia, di una cellula madrilena del partito e dalla necessità di prevenire nuovi arresti, egli si trova a riflettere sull'adeguatezza dei metodi cospirativi e centralistici del partito, di fronte ad una realtà in costante modernizzazione. In lui c'è anche la stanchezza e i dubbi di chi ha donato gran parte della propria vita (ha dovuto anche rinunciare al nome) ad una causa che continua ad apparire disperata.
In questo rapido soggiorno francese, allo scontro ideologico con l'ottimiso di maniera dei vecchi militanti e lo spontaneismo dei giovani della nouvelle gauche, si alternano due storie d'amore con Nadine, studentessa rivoluzionaria e la più matura Marianne, cui Diego è da tempo profondamente legato.
La direzione estera attribuisce l'atteggiamento critico di Diego alla pressione esercitata su di lui da lunghi anni di attività clandestina e decide di concedergli un periodo di riposo all'estero. Ma l'improvvisa morte per infarto di Raul, che avrebbe dovuto prenderne il posto, impone il suo immediato ritorno in Spagna. Deve avvertire Juan, un'altra staffetta della resistenza, dei pericoli di un ritorno a Madrid.
Dopo la sua partenza, il partito viene a sapere che i servizi spagnoli lo stavano pedinando sin dal suo ingresso in Francia. Per impedirne l'arresto, Marianne si lancia al suo inseguimento. In un finale aperto, resta ignoto il destino di Diego Mora.

## Il film
"La pazienza e l'ironia sono le virtù principali dei rivoluzionari"
Confrontandosi con la sceneggiatura di Jorge Semprún, romanziere spagnolo esule in Francia, Alain Resnais conclude una "trilogia politica, di taglio fortemente umanistico" iniziata con Hiroshima mon amour e Muriel, il tempo di un ritorno.
È presente nell'opera di Resnais, un particolare rapporto di "rispettosa integrazione" con gli autori, quasi sempre non molto famosi, dei soggetti dei suoi film. In questo caso, un soggetto legato a reali esperienze di un esule politico, si traduce in un "grande rispetto del vero", in una "grande intelligenza e sensibilità...nella penetrazione psicologica del complesso protagonista", nella rappresentazione di "una soggettività concreta, storicamente datata e riconoscibile", in un racconto che ha "tutto il peso denso dei fatti e l'ansiosa illuminazione della poesia".
Verità, concretezza, autenticità trovano un corrispettivo stilistico nel modificarsi della "partitura del ritmo eminentemente musicale" che caratterizza i film di Alain Resnais. Il continuo intervento nella narrazione di flashback, flussi della memoria, "falde del passato", dei film precedenti (in particolare Muriel, il tempo di un ritorno) si arricchisce di premonizioni, intuizioni sul futuro (spesso, ad esempio, si affaccia nel mondo interiore di Diego Mora l'immagine del compagno Juan arrestato, come possibile conseguenza delle sue possibili azioni). Anche se il ritmo continua ad essere vertiginoso, con 682 inquadrature nell'intero film, ciò, inserito all'interno di una narrazione più pacata e distesa, consente allo spettatore di disporre di una superiore quantità di conoscenze.
Notevoli, per la delicatezza dei temi sollevati, furono le difficoltà incontrate nella distribuzione del film, nei festival, come nelle sale. Il film risultava sgradito a destra, ovviamente, per aver riproposto la questione spagnola, come a sinistra, per la critica tanto della sterilità delle politiche dei partiti tradizionali, quanto del romanticismo estremista dei nuovi movimenti. Incredibilmente la censura italiana trovò il modo di tagliuzzare "due scene d'amore caste e intense",, "due grandi scene d'amore, tra le più struggenti di tutto il cinema francese."

## Riconoscimenti
- 1966 - Premio Louis-Delluc